# هايد
هايد (باليابانية: hyde) هو مغني ومغن ومؤلف وملحن ومنتج أسطوانات وممثل ياباني، ولد في 29 يناير 1969 في اليابان. بدأ مشواره المهني سنة 1990.

## أعمال

### أفلام
- (2003) القمر الطفل

## وصلات خارجية
- هايد على موقع IMDb (الإنجليزية)
- هايد على موقع ميوزك برينز (الإنجليزية)
- هايد على موقع أول موفي (الإنجليزية)
- هايد على موقع ديسكوغز (الإنجليزية)
- هايد على موقع قاعدة بيانات الفيلم (الإنجليزية)